# 中西悠
中西 悠（なかにし はるか、1977年9月3日 - ）は、日本の女性声優。奈良県出身。

## 人物
上京前の芸能活動は劇団熱血エンターテイメントウルトラエンジンに所属し、女優として活動。その後青二プロダクションに所属していた。青二塾大阪校20期生。同志社女子大学卒業。
スターダス・21に所属していたが、2018年よりフリー。
大河内雅子と「コッペパン」というユニットを組んで、歌手活動も行っている。

## 出演作品

### テレビアニメ
- おでんくん（ユキ、アキ）
- 格闘美神 武龍 REBIRTH（ナツキ）
- 銀河へキックオフ!!（高遠智香）
- 銀魂（おばちゃんB、店員、客C）
- 涼宮ハルヒの憂鬱（2009年版）（女優）
- 戦国コレクション（紀子の母）
- 出ましたっ!パワパフガールズZ（教師、子供）
- 爆球Hit! クラッシュビーダマン（母親）
- マノン（ヒヨコ、フェタ、トゥーシー、アンブラ）

### ゲーム
- アラド戦記（オラン）
- 真・三國無双Online、真・三國無双Online神将乱舞、真・三國無双Online蒼天乱舞（しとやか）
- SIMPLE2000シリーズ Vol.100　THE 男たちの機銃砲座（エイラ、オペレーター、女兵士）
- スパルタン 〜古代ギリシャ英雄伝〜（上級魔女）
- ときめきメモリアル Girl's Side 2nd Kiss
- メガミの笑壺（園田カレン、ノリのいい弁天、スジの通った弁天）
- レッスルエンジェルス サバイバー（レミー・ダダーン、シルバーフェンリル）

### 吹き替え
- インサイド・マン（マッジ）
- WITHOUT A TRACE/FBI 失踪者を追え!シーズン5（リンダ）

### CD
- めろ@ドラマCD まんすりぃ 萌音シリーズ（細井利子）
- まんすりぃ 萌音 ぼーかるこれくしょん Vol.2（細井利子）